# 青蜂俠 (2011年電影)
《青蜂俠》（英語：The Green Hornet），是一部於2011年發布的超級英雄電影，改編自於1930年代至1960年代的同名美國廣播電視劇，包括數位、IMAX三維及二維版本。北美於2011年1月14日首映，臺灣於1月28日上映，香港及中國大陸分别於2月2日及8日上映。本片由米歇·龔德里執導，塞斯·羅根身兼編劇及演出主角青蜂俠，女主角由卡麥蓉·狄亞飾演，日裔助手加藤則由台灣藝人周杰倫飾演。

## 故事
布里特·雷德繼承了父親詹姆斯·雷德的媒體王國「近衛日報」，但對於如何經營完全一無所知。孤立無援之下，他只留下了技術員加藤，並聘請了新秘書麗諾·凱絲。兩人因對汽車的共同興趣建立了友情，加藤改裝父親珍藏的車輛，並將其命名為「黑美人」。
某天，布里特衝動地蒙面拆毀了父親的雕像，卻在過程中目擊一起街頭搶劫案。他試圖幫助受害者，但被歹徒壓制。幸好加藤展現高超武術擊退敵人，並將布里特救回家。這次經歷激發了兩人打擊犯罪的決心，他們決定假扮成犯罪分子，以便接近真正的黑幫。
加藤運用技術打造出擁有強大火力的裝甲車「黑美人」，成為兩人的行動堡壘。布里特利用報紙宣傳「青蜂俠」的惡名，吸引洛城黑幫首腦班傑明·查諾夫斯基的注意。他們開始摧毀查諾夫斯基的毒品工廠和幫派，卻也因此引發檢察官法蘭克·斯坎倫的不滿，因為這破壞了他的選舉計畫。
隨著兩人名聲漸長，他們的矛盾也漸漸浮現。加藤對自己在媒體上被忽視感到不滿，而布里特則因迷戀領導角色而輕視加藤。查諾夫斯基設下陷阱誘騙他們前往會面，儘管加藤警告布里特不要赴約，但布里特執意前往。果然，他們遭到伏擊，「黑美人」被埋入水泥坑中。危急之下，加藤使用飛彈炸開出路，兩人僥倖逃脫。
他們在「近衛日報」的辦公室與查諾夫斯基的手下爆發激戰，最終成功將查諾夫斯基制伏。不過，當布里特試圖上傳斯坎倫的自白時，卻發現錄音裝置根本沒有錄到任何內容。隨著SWAT趕到現場，為了避免身份曝光，他們開著「黑美人」直接衝破窗戶逃逸，並順勢將斯坎倫撞出大樓，斯坎倫當場墜樓慘死。
兩人利用「黑美人」的彈射座椅成功逃脫，但布里特在過程中受了槍傷。他們逃到麗諾的家中，避開警方的追捕，並在她的幫助下簡單處理傷勢。三人隨即制定了一個計畫。
隔天，布里特在大樓舉行記者會，聲稱「青蜂俠」闖入了「近衛日報」，並對大樓造成了嚴重破壞。就在此時，加藤駕駛「黑美人」現身，象徵性地朝布里特開槍，隨即迅速駛離現場，以營造出青蜂俠派人送上警告的假象，讓人誤以為布里特的槍傷是此次攻擊所致。
警方立刻展開追捕，但加藤啟動了「黑美人」的變色功能，使車輛在行駛中轉為白色，成功擺脫警方的追蹤，徹底掩蓋了布里特昨晚受傷的真相。
最終，布里特和加藤重啟冒險。他們的第一個任務是重新安裝父親雕像的頭部，象徵布里特與父親之間的和解，並為未來的行動做好準備。

## 演員
| 演員                                  | 角色                                           | 備註 |
| ------------------------------------- | ---------------------------------------------- | --- |
| 塞斯·羅根 Seth Rogen                  | 「青蜂俠」布里特·雷德 Britt Reid／Green Hornet | 洛城舉足輕重的媒體大亨之子，紈絝子弟 父親神祕身亡，留給了他龐大的財產 為打擊犯罪而帶上面具，化身為「青蜂俠」                                 |
| 卡麥蓉·狄亞 Cameron Diaz              | 麗諾·凱絲 Lenore "Casey" Case                  | 布里特的意中人和助理秘書 |
| 克里斯多夫·華茲 Christoph Waltz       | 班傑明·查諾夫斯基 Benjamin Chudnofsky          | 故事中後段自稱為血諾夫斯基（Bloodnofsky） 預謀控制洛城地下犯罪世界的洛杉磯黑幫首腦，組織一個“超級黑手黨”                                     |
| 湯姆·威金森 Tom Wilkinson             | 詹姆斯·雷德 James Reid                         | 創辦「近衛日報」的報業大亨，是雷布利的父親 意外過世後，讓布里特繼承他的媒體王國                                                              |
| 愛德華·詹姆斯·歐蒙 Edward James Olmos | 麥可·艾弗德 Mike Axford                        | 詹姆斯舊識，同時也是「近衛日報」資深主管 老詹過世後，布里特自覺沒有管理的頭腦便將公司事務交由他全權處理                                      |
| 周杰倫 Jay Chou                       | 加藤 Kato                                      | 青蜂俠的助手 上海長大的日本空手道高手，曾為布里特父親最勤奮及具創造力的員工 運用本身才智技術，為布里特打造武器裝備和火力強大的青蜂車“黑美人” |
| 安娜莉·提普頓 Analeigh Tipton         | 李安娜 Ana Lee                                 | 出現於電影前段，毀類時期的布里特的女伴 |
| 大衛·哈布爾 David Harbour             | 法蘭克·史坎倫 D.A. Frank Scanlon               | 為洛杉磯當地知名的檢察官，表面上是正派形象 私底下卻為了選舉與詹姆斯有著不法的掛勾，最後在哨日報頂樓被青蜂俠的座車撞出頂樓而墜樓致死。        |
| 艾德華·福隆 Edward Furlong            | 塔伯 Tupper                                    | 查諾夫斯基的手下之一 製作安非他命的實驗室被青蜂俠兩人強襲闖入，最後被燒個精光                                                                |

## 製作
《青蜂俠》製作期間爭議不斷，原導演兼饰演加藤一角的周星馳，因和編劇塞斯·羅根在剧本上有分歧和角色设定等不满，而辞去導演，改由米歇·龔德里執導，並在2009七月因檔期不合辭演日裔角色加藤。為尋找加藤合適的人選，韓星權相佑曾專程飛美試鏡，台灣則有周杰倫和王力宏等人角逐，最後則確定由以視訊會議方式跨洋試鏡的周杰倫出演。。
由于制片成本高达1.25亿美元，且是3D电影成本，所以至少需要3亿美元以上票房才能收回成本。
本片票房离预期差太远，续集计划因此搁浅。
而原先預定飾演反派的尼可拉斯·凱吉，因片約纏身、檔期調動困難等問題，而不得不辭演，改由克里斯多夫·華茲替演。 尼可拉斯·凱吉是原本預定人選，但於開拍首周後確定辭演，因與導演米歇·龔德里和塞斯·羅根所想不同。演员解釋說“青蜂俠是我很想要演出的電影，我認為導演米歇·龔德里相當有才華，我希望能夠一起合作，但我想導演和塞斯·羅根對於這角色有不同的意見。”
，2010年12月初，周杰倫與男、女主角開始宣傳電影。周杰倫為爭取自己創作的歌曲能收錄進片尾曲而主動與導演米歇·龔德里討論，但被拒绝採用。2011年1月電影公司證實「電影和原聲帶中收錄周杰倫譜曲，方文山作詞的〈雙截棍 （页面存档备份，存于）〉。」收錄該曲當電影配樂之一。
片尾曲《双截棍》皆由方文山填词，周杰伦作曲及演唱。
并收录与周杰伦2001年发行的专辑范特西中。
劇組想找1960年代演出《青蜂俠》電視劇的演員本人凡·威廉斯（Van Williams），來為電影客串演出墓地看守員，但威廉斯並未出演。

## 重啟
2016年11月，Deadline.com報導，派拉蒙影業與徹寧娛樂已獲得版權，打算重啟《青蜂俠》電影，並聘請蓋文·歐唐納執導，西恩·歐基夫撰寫劇本。

## 外部連結
- 官方网站
- 互联网电影数据库（IMDb）上《青蜂俠》的资料（英文）
- AllMovie上《青蜂俠》的资料（英文）
- Box Office Mojo上《青蜂俠》的資料（英文）
- 爛番茄上《青蜂俠》的資料（英文）
- Metacritic上《青蜂俠》的資料（英文）

| 上一届： 《真實的勇氣》 | 2011年美國週末票房冠軍 1月16日 | 下一届： 《飯飯之交》 |